# 比卡科上校镇
比卡科上校镇是巴西南大河州的一个市镇。总面积492.124平方公里，总人口7873人，人口密度16人/平方公里。